# Korpisaari (ö i Finland, Birkaland, Tammerfors, lat 62,04, long 23,37)
Korpisaari är en ö i Finland. Den ligger i sjön Aurejärvi och i kommunen Ylöjärvi i den ekonomiska regionen Tammerfors och landskapet Birkaland, i den sydvästra delen av landet, 220 km norr om huvudstaden Helsingfors. Öns area är 1,2 hektar och dess största längd är 190 meter i sydöst-nordvästlig riktning.